# 西蔵地方政府
西蔵地方政府とは、中国において、チベットが中国の一部分であるとの立場から、
1. チベットの歴代政権（とくにラサ、サキャ、シガツェ等中央チベット内に本拠を置き中央チベットを支配する政権）に対する呼称として使用される用語。
2. チベットの歴代政権のなかでも、特に1642年に成立したガンデンポタンに対する呼称。

中国現政権は、『1959年のチベット動乱の際に、西蔵の統治を西蔵自治区籌備委員会に委ね、ガンデンポタンを「廃止」した』という立場から、ガンデンポタンに対して「原西蔵地方政府（「旧チベット地方政府」の意）」という呼称を使用することもある。
中国国内における現行の用法では、「西蔵」はチベットの南半部（ウー、ツァンの中央チベットとンガリ、カム地方西部）のみを指しており（西蔵、西蔵地方参照）、アムド地方（青海省と四川省の全域や、甘粛省の一部）、カム地方の東部（四川省西部、雲南省の西北部）で成立したチベット民族の諸政権に対して、西蔵地方政府の呼称が使用されることはない。
中央チベットに成立した主なチベット政権
- サキャパ政権
- パクモドゥパ政権
- ニャクパ(シンシャクパ)政権
- ガンデンポタン（ダライラマ政権）